# Franka Batelić
Franka Batelić (Rijeka, 7. jun 1992) hrvatska je pevačica.

## Biografija
Rođena je 7. juna 1992. u Rijeci. Pevanjem se bavi od svoje 3. godine života i to najpre kao solistkinja grupe "Minicantanti" s kojom je nastupila na brojnim festivalima i manifestacijama u Hrvatskoj i inostranstvu. Na dečjem festivalu "Voci nostre" dva puta je osvojila nagradu, kao i na festivalu Dorica u Osijeku. U osnovnoj školi bila je član Župnog zbora Sv. Andrija u Rapcu, a s kojim takođe kao solistkinja učestvuje na festivalima duhovne muzike "Iskrice" i "Bonofest" u Vukovaru.
Franka je završila osnovnu muzičku školu za klavir, a osim klavira svira i gitaru, koju ju je otac naučio svirati. Porodicu joj čine mama Ingrid, tata Damir i mlađi brat Nikola koji se takođe bavi muzikom, kao gitarista i pevač grupe "Storm".

## Karijera
Početak njene ozbiljne glazbene karijere označava pobeda na televizijskom talent-šouu Showtime u decembru 2007, zbog kojeg je potpisala petogodišnji ugovor za Hit records. S pobedničkom pesmom Ovaj dan imala je par mini-nastupa. U maju 2008. s pesmom Ruža u kamenu, autorskog trojca Mire Buljana, Borisa Đurđevića i Nene Ninčevića, Franka se predstavila u finalu pop/roc večeri 12. Hrvatskog radijskog festivala u Opatiji, gde je osvojila nagradu gledalaca. Upravo je ta pesma osvojila članove OGAE mreže koja okuplja četrdesetak evropskih klubova ljubitelja Evrovizije, čime je Franka OGAE Song Contest sledeće godine dovela u Hrvatsku. U konkurenciji od 28 pesama, iza Hrvatske su bile Velika Britanija (Take That – Rule the world) i grupa Sonohra koja je pobedila na Festival u Sanremu u Italiji.
U februaru 2009. Franka je nastupila na Dori s "Pjesmom za kraj" koja je osvojila treće mesto po glasovima publike. Nakon dvonedeljnog glasanja, hrvatski fanovi Evrosonga su 16. jula 2009. po drugi put izabrali Franku za predstavnicu na OGAE Song Contestu. Jednu nedelju nakon ovog glasanja Franka je uspjela ostvariti svoj prvi broj 1 u karijeri, i to sa pesmom s kojom je nastupila na 14. Hrvatskom radijskom festivalu u Opatiji, "Možda volim te". Godine 2009. Franka je bila zaštitno lice kampanje Prijatelja životinja. Iste godine je plesala i pobedila u 4. sezoni emisije Ples sa zvijezdama.
Za sledeći singl najavljeno je "Moje najdraže", zbog brojnih poruka i upita fanova kako zvuči nova pesma, Franka je na svojoj Fejsbuk stranici stavila kratki isečak pjesme (20-ak sekundi refrena). Pesma je službeno izašla na Hrvatskom radiju 5. novembra 2009. godine. Franka je sa pesmom "Na tvojim rukama" nastupala na 18. Dori i završila na 7. mestu. Album prvenac, nazvan Franka trebalo je da izađe u prvoj polovini 2010. godine, no zbog nerazjašnjenih razloga nije objavljen.
U maju 2011. godine Franka je preko svoje službene Fejsbuk stranice objavila novu pesmu "Crna duga". Dana 15. juna 2011. godine objavila je pesmu "On Fire", koja je doživjela veliki uspeh i našla se na brojnim kompilacijama haus i dens muzike, te je na kanalu Kontor do avgusta 2012. pogledana više od 900.000 puta.

## Diskografija
| - Franka (2010) - "Ovaj dan" (2007) - "Ruža u kamenu" (2008) | - "Pjesma za kraj" (2009) - "Možda volim te" (2009) - "Moje najdraže" (2009) - "Na tvojim rukama" (2010) - "Cijeli svijet" (2010) - "Crna duga" (2011) - "On Fire" (2011) |

## Nagrade i nominacije
- Diskografska nagrada "HR TOP 20" za nadu godine.[11]
- Nominacija za "Zlatnu Kooglu" za novog izvođača godine.[12]
- Nominacija za "Porin" za novog izvođača godine.[13]
- 13. Hrvatski radijski festival: Nagrada na temelju glasova putem 061 telefona[14]
- Pobeda na OGAE Song Contestu 2008. godine
- Pobeda u 4. sezoni Plesa sa zvijezdama